# Nagy Szent Vazul-fatemplom (Drág)
A drági Nagy Szent Vazul-fatemplom műemlékké nyilvánított épület Romániában, Szilágy megyében. A romániai műemlékek jegyzékében az  SJ-II-m-A-05051 sorszámon szerepel.